# Woodend
Woodend es un pueblo y una parroquia civil del distrito de South Northamptonshire, en el condado de Northamptonshire (Inglaterra).

## Demografía
Según el censo de 2001, Woodend tenía 199 habitantes (103 varones y 96 mujeres). 30 de ellos (15,08%) eran menores de 16 años, 164 (82,41%) tenían entre 16 y 74, y 5 (2,51%) eran mayores de 74. La media de edad era de 41,19 años. De los 169 habitantes de 16 o más años, 46 (27,22%) estaban solteros, 103 (60,95%) casados, y 20 (11,83%) divorciados o viudos. 110 habitantes eran económicamente activos, 103 de ellos (93,64%) empleados y otros 7 (6,36%) desempleados. Había 76 hogares con residente y ninguno sin ocupar.
| 231                         | 213 | 184 | 199 | 200 | 204 | - | 189 | 184 |
| (Fuente: Vision of Britain) |     |     |     |     |     |   |     |     |